# ريتشارد بيريز
ريتشارد بيريز (بالإسبانية: Richard Pérez)‏ (23 سبتمبر 1973 في الأوروغواي - ) هو لاعب كرة قدم أوروغواني في مركز الوسط. لعب مع ديفينسور سبورتينغ وديبورتيفو مالدونادو ونادي بيدا ونادي فيكتوريا وأتيناس دي سان كارولس وسنترو أتلتيكو فينكس ‏.

## وصلات خارجية
- ريتشارد بيريز على موقع قاعدة بيانات كرة القدم.إي يو (الإنجليزية)